# Haute-Sorne
Haute-Sorne (toponimo francese) è un comune svizzero di 6 928 abitanti del Canton Giura, nel distretto di Delémont.

## Storia
Il comune di Haute-Sorne è stato istituito il 1º gennaio 2013 con la fusione dei comuni soppressi di Bassecourt, Courfaivre, Glovelier, Soulce e Undervelier; capoluogo comunale è Bassecourt.

## Geografia antropica

### Frazioni
Le frazioni di Haute-Sorne sono:
- Bassecourt[3]
  - Berlincourt
- Courfaivre[4]
- Glovelier[5]
  - Sceut
- Soulce[6]
- Undervelier[7]

## Infrastrutture e trasporti

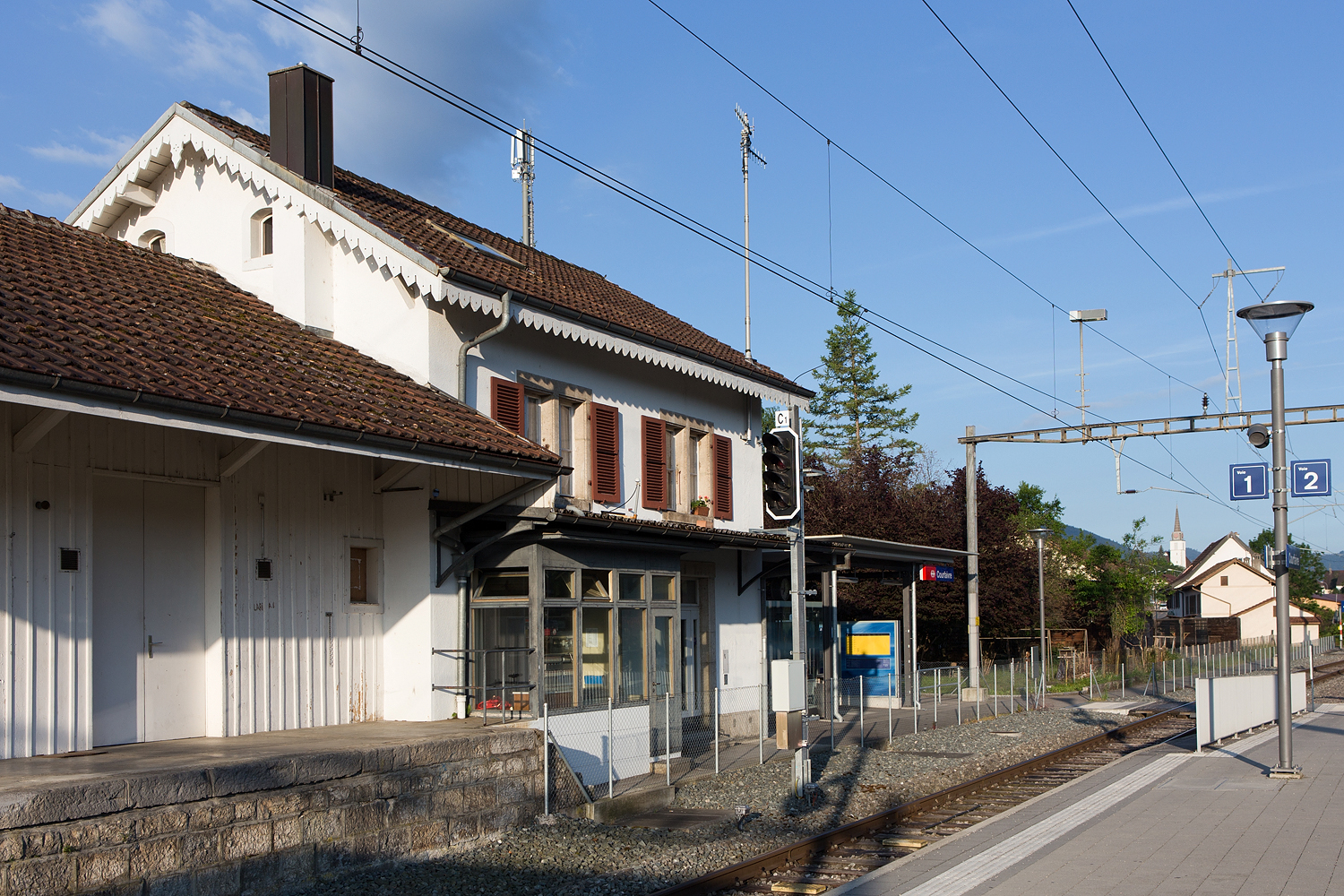
La stazione di Courfaivre

Haute-Sorne è servito dalla stazione di Courfaivre sulla ferrovia Delémont-Porrentruy e da quella di Glovelier sulle ferrovie Delémont-Delle e Glovelier-La Chaux-de-Fonds.

## Amministrazione
Comune politico e comune patriziale sono uniti nella forma del commune mixte.